# Teoria da medida

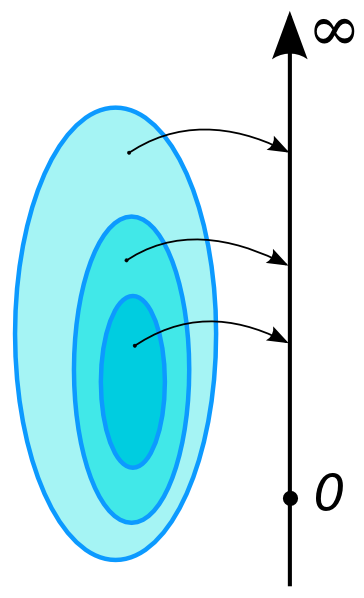
Imagem representando a medida.

A teoria da medida é um ramo da matemática iniciado pelos trabalhos de Émile Borel⁣, mas muito desenvolvido por matemáticos como Henri Lebesgue e Constantin Carathéodory.
O problema da teoria da medida se divide basicamente em duas partes:
- Definir uma medida que associe a cada conjunto de uma família em um dado espaço um valor significativo do seu tamanho.
- Definir uma teoria de integração para as funções que tomam valores neste espaço.